# Beatles-Platz

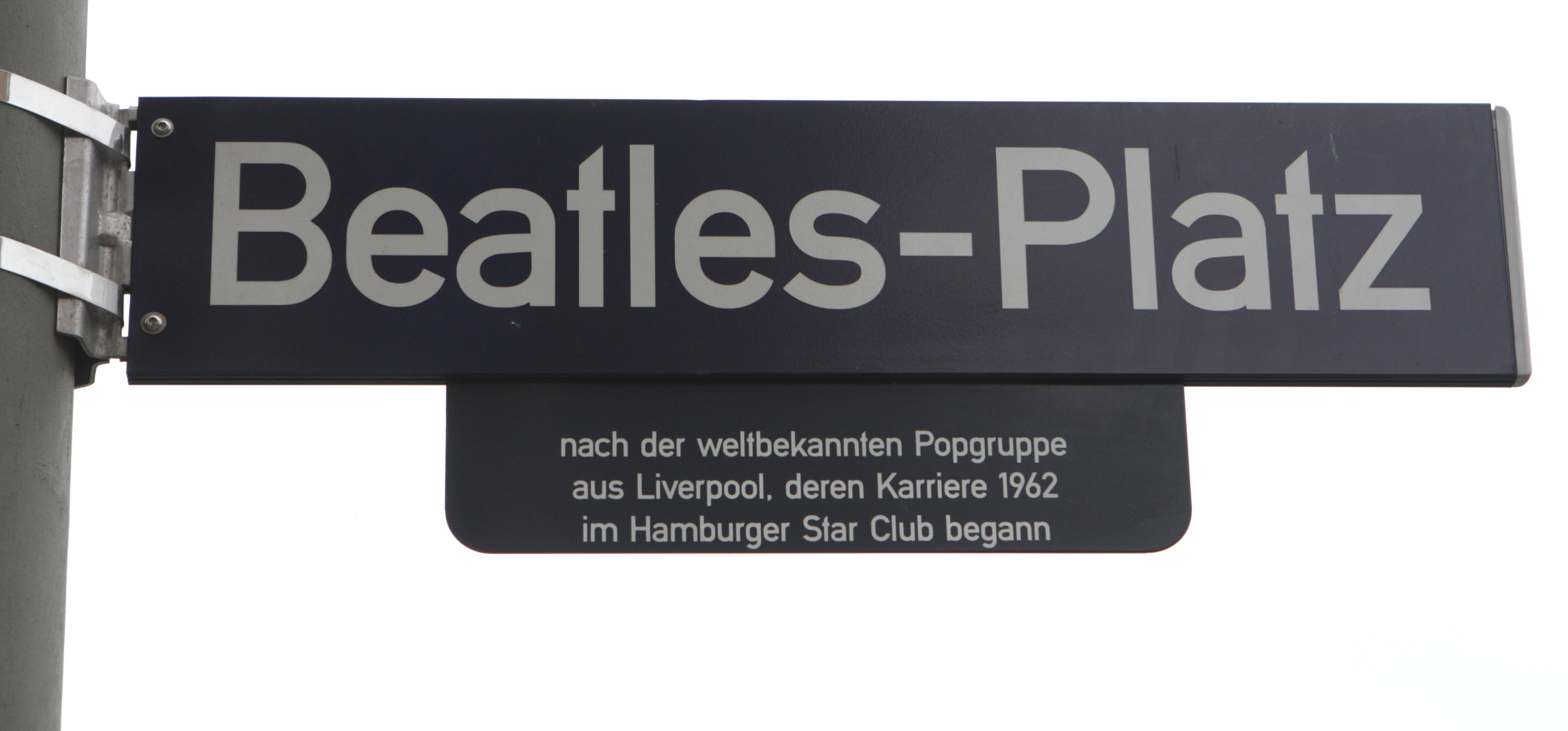

Ubicación de Beatles-Platz en Hamburgo

The Beatles-Platz (en alemán: The Beatles Square / Plaza) es una plaza en el barrio de St. Pauli en Hamburgo, Alemania, en el cruce de Reeperbahn y Große Freiheit. Es circular, con un diámetro de 29 metros (95 pies) y el negro pavimento para que se vea como un disco de vinilo. Alrededor del lugar hay cinco estatuas, que representan a los Beatles: John Lennon, Paul McCartney, Stuart Sutcliffe, George Harrison, y un híbrido de los tambores Pete Best y Ringo Starr cada uno de ellos tocó con The Beatles, a veces en sus compromisos de Hamburgo.

## The Beatles-Platz
Ubicación de The Beatles-Platz en Hamburgo
Esta plaza fue construida para conmemorar la importancia de Hamburgo en la historia de The Beatles. El diseño del proyecto de los arquitectos Dohse y Stich durante una licitación común. Construyendo el costo del proyecto alrededor de € 500.000 y se dividió entre las donaciones, patrocinadores y la ciudad de Hamburgo.
Iniciador del proyecto fue la estación de radio Oldie Hamburgo 95. Por iniciativa de la estación de la comunidad de Beat City de interés IG fue fundada, que considera que los Beatles-Platz como un preludio para más proyectos dirigidos a la memorización de los Beatles en el paisaje urbano de Hamburgo.
Después de la Primera de Hamburgo, Ole von Beust, alcalde y ministro de Cultura, Karin von Welck dio el consentimiento del Senado para el proyecto, la construcción comenzó. El dibujo por primera vez la construcción se inició en torno a diciembre de 2005-enero de 2006, los costes totales de 100 000 € y la finalización en mayo de 2006, en el tiempo para la Copa Mundial de Fútbol.
El 29 de mayo de 2008 a las 13:00, la construcción comenzó con la simbólica revolucionaria, que se llevó a cabo por el iniciador Stephan Heller. Uriz von Oertzen (Hi-Life Entertainment), Frank Otto (empresario de medios), la Dra. Karin von Welck (ministro de Cultura), Markus Schreiber (jefe de distrito de cambio Hamburg-Mitte) y el profesor Jörn Walter (supervisor de construcción).
La construcción continuó durante aproximadamente tres meses, y la ceremonia de apertura tuvo lugar el 11 de septiembre de 2008 presidida por el Primer Alcalde de la ciudad. El monumento se compone de los Beatles estatuas metálicas de los miembros de la banda, así como nombres de canciones de canciones exitosas. Los grabados iniciales celebrado algunos errores de ortografía como el coche Drive Me, el sargento. Peppers Lonely Hearts Club Band y no puede comprar Melove, que no pudo ser corregido antes de su finalización. Por ahora las placas incorrectas se han intercambiado.